# Aegidium borrei
Aegidium borrei är en skalbaggsart som beskrevs av Renaud Maurice Adrien Paulian 1984. Aegidium borrei ingår i släktet Aegidium och familjen Hybosoridae. Inga underarter finns listade i Catalogue of Life.